# Portugals bidrag i Eurovision Song Contest

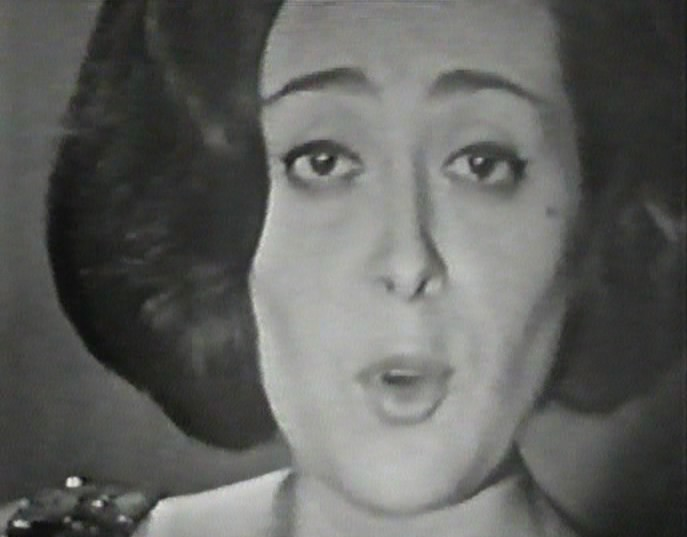
Simone de Oliveira i Neapel 1965.

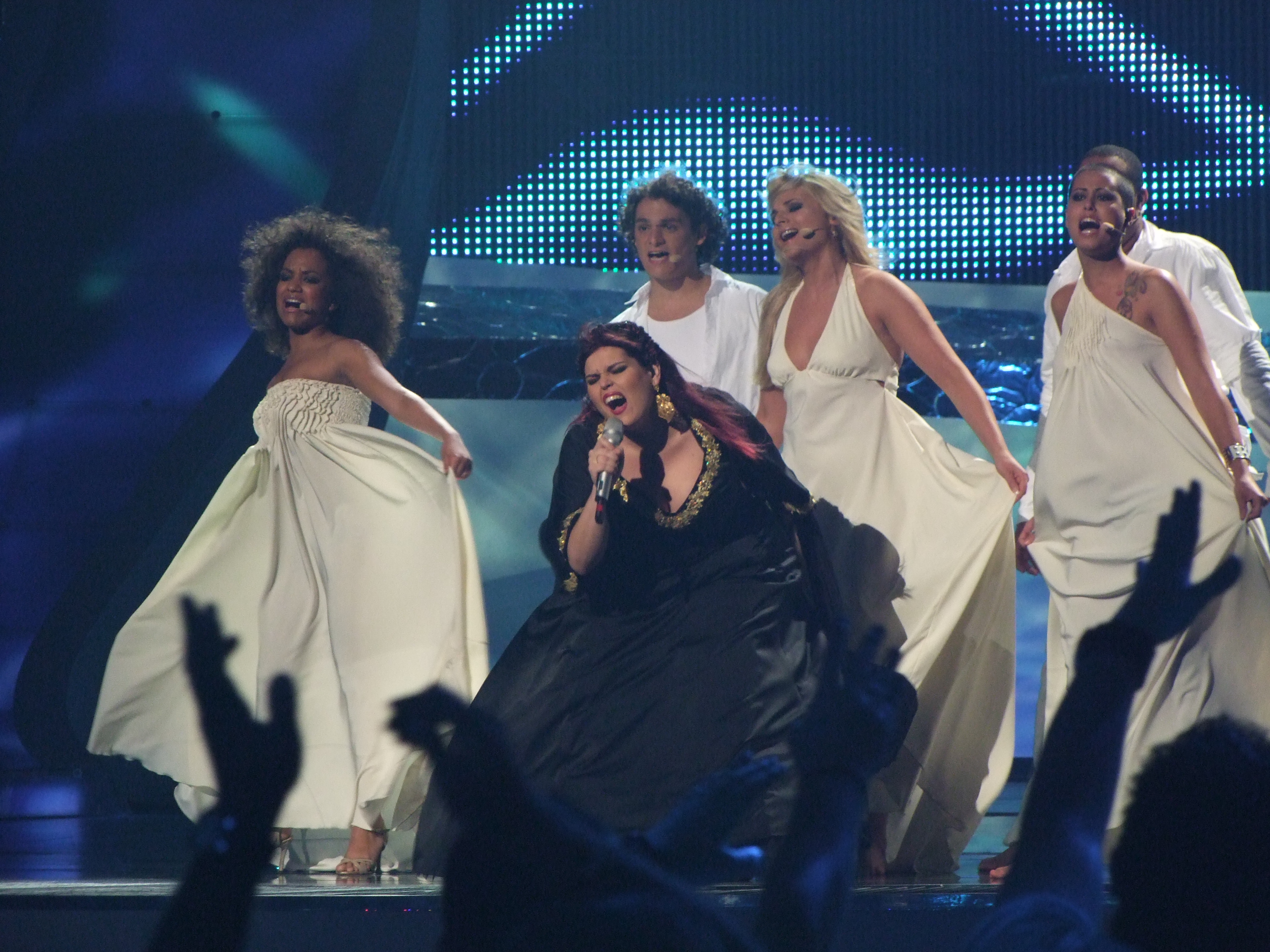
Vânia Fernandes i Belgrad 2008.

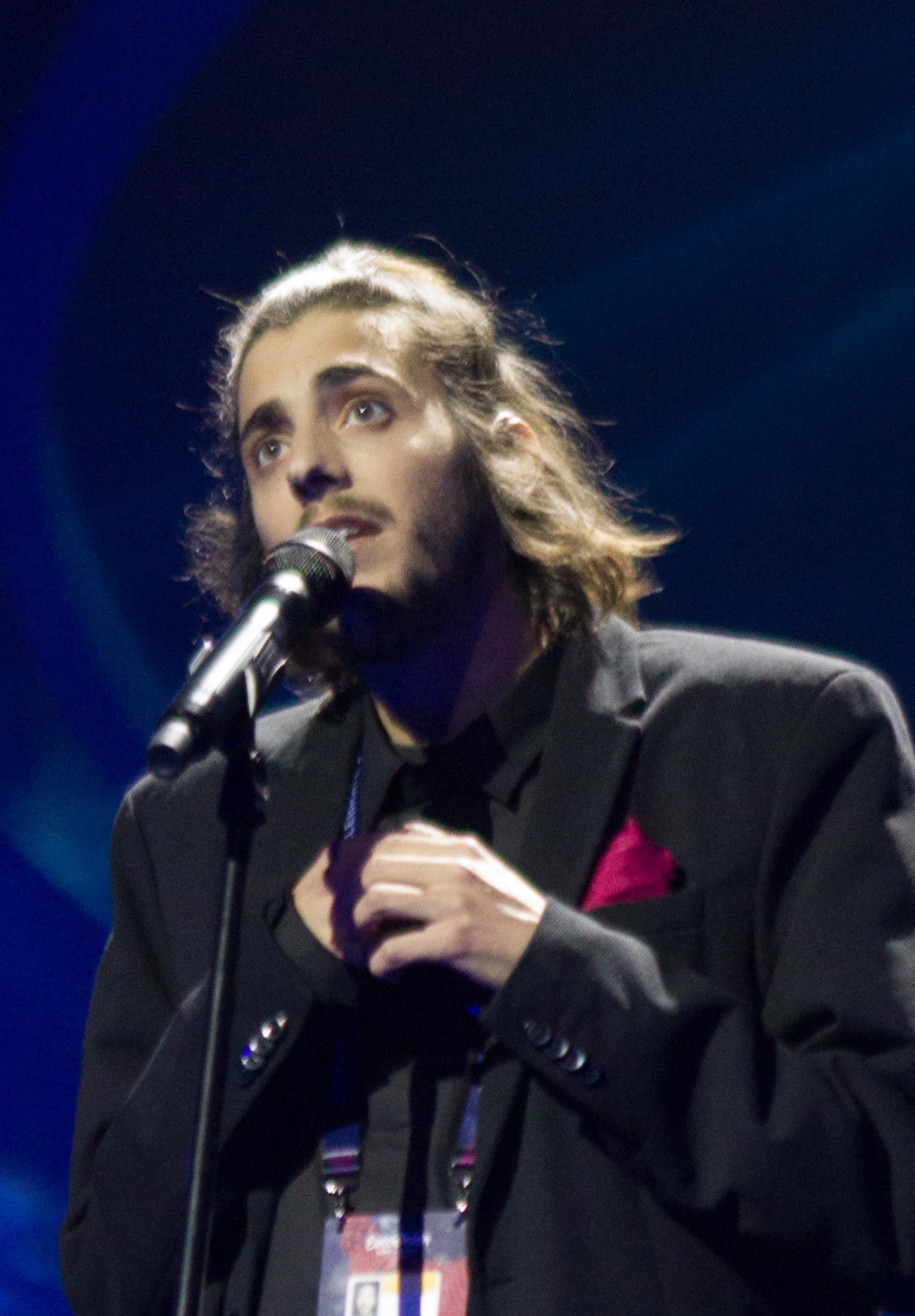
Salvador Sobral i Kiev 2017.

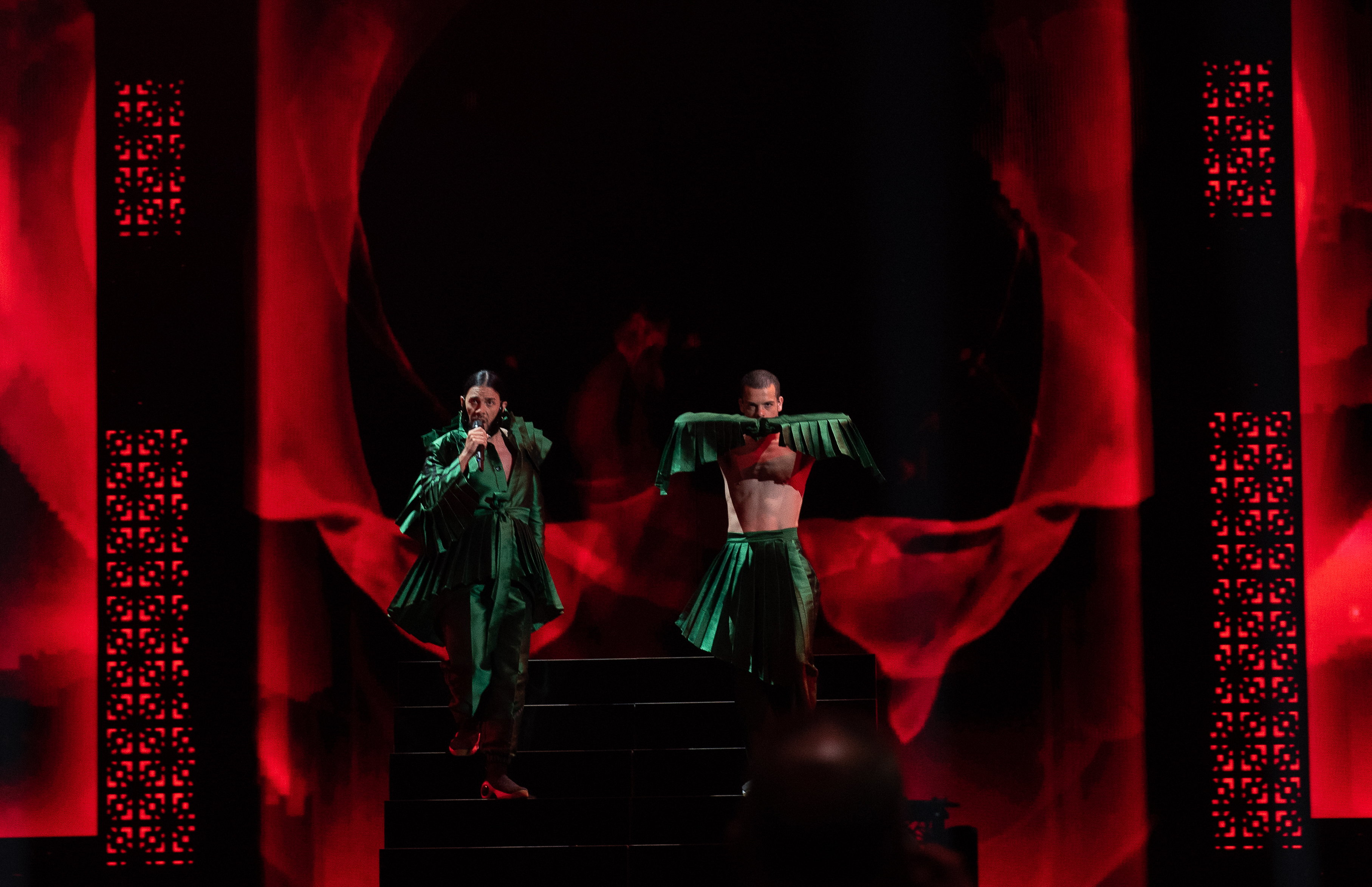
Conan Osíris i Tel Aviv 2019.

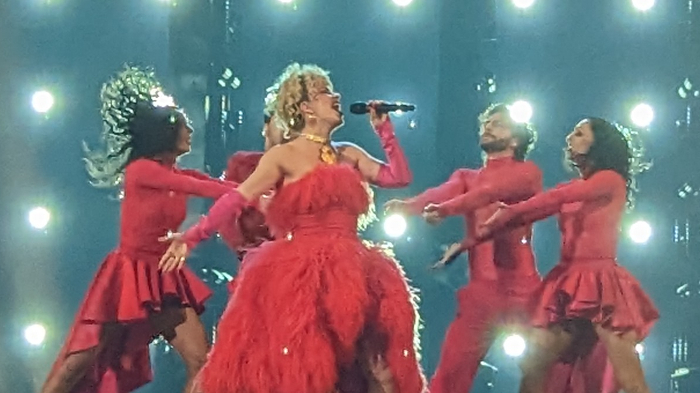
Mimicat i Liverpool 2023.

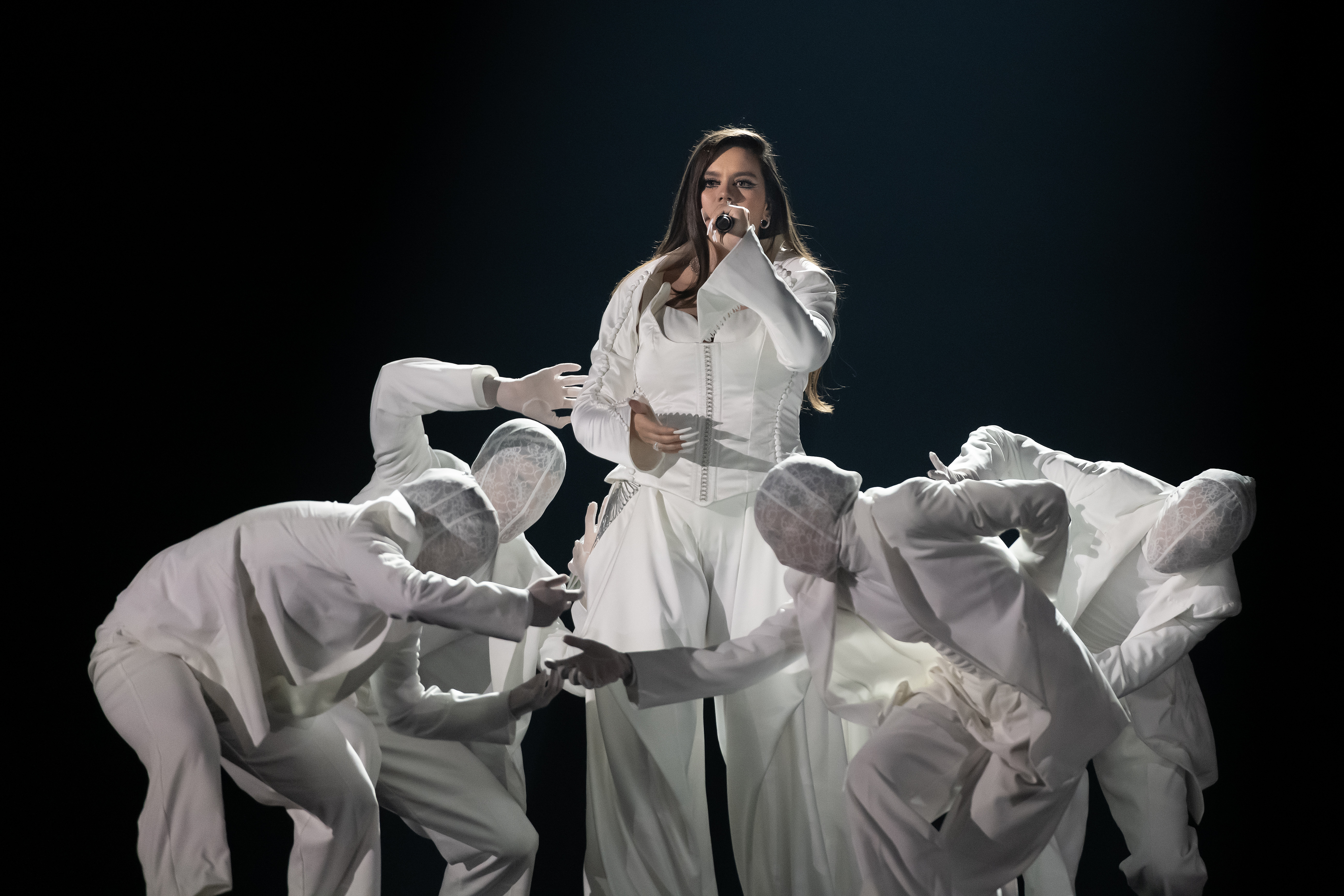
iolanda i Malmö 2024.

Portugal debuterade i Eurovision Song Contest 1964 och har till och med 2025 deltagit 56 gånger. Det portugisiska tv-bolaget Rádio e Televisão de Portugal (RTP) har ansvarat för Portugals medverkan varje år sedan 1964. Majoriteten av Portugals bidrag har utsetts genom den nationella musiktävlingen Festival da Canção. Vid enstaka tillfällen har Portugals bidrag utsetts internt av tv-bolaget.  
Portugal har stått som segrare i tävlingen en gång hittills. 2017 kom segern efter 49 års väntan sedan debuten. Förutom segern har Portugal stått på pallplats vid ytterligare ett tillfälle, vilket skedde i semifinalen 2008 där man kom på andraplats.

## Portugal i Eurovision Song Contest

### Historia
Portugals debut 1964 resulterade i ett totalt misslyckande där man slutade sist och poänglöst. Under resterande 1960-talet hamnade Portugal bland bottenplaceringarna vid samtliga tillfällena. Landet bojkottade tävlingen 1970 då man protesterade mot att fyra länder utsetts till vinnare året före. 1971 kom landet för första gången inom topp tio då man slutade på niondeplats i finalen. Året därpå slutade man snäppet bättre då Tonicha slutade på sjundeplats. Paulo de Carvalhos bidrag 1974 anses vara en av faktorerna som påbörjade Nejlikerevolutionen i landet, men bidraget kom på sistaplats. Fram till 1999 hade Portugal blandade resultat, men inga framgångar. 1996 uppnådde landet sin bästa placering där man slutade sexa i finalen i Oslo. Fram till 1999 hade Portugal på 35 försök hamnat inom topp tio vid nio tillfällen. Portugal uteblev från tävlingen 2000 då man slutat på en dålig placering året före. Anledningen till detta var att de dåvarande tävlingsreglerna innebar att länder som placerade sig sämre ett år fick avstå medverkan året därpå för att kunna göra plats åt andra länder som hade fått avstå året innan att delta (Sovjetunionens och Jugoslaviens fall resulterade i att flera länder ville delta vilket ledde till denna regel). Portugal skulle ha deltagit i finalen i Tallinn 2002, men Portugal valde att hoppa av tävlan på grund av ekonomiska skäl. Platsen gavs istället till Lettland, som kom att vinna tävlingen det året. 2004 introducerades systemet med semifinal. Portugal misslyckades med att kvala sig till finalen samtliga år mellan 2004–2007. Portugal var dock nära att kvala sig till finalen 2007, men slutade på elfteplats, tre poäng bakom Moldavien som slutade på tiondeplats och gick till finalen. 2008 infördes systemet med två semifinaler. Det året skickade Portugal Vânia Fernandes som slutade tvåa i semifinalen. Resultatet väckte hopp om att Portugal skulle komma högt i finalen det året, men slutade på trettondeplats. Portugal kvalade sig in till finalen både 2009 & 2010, men slutade på femtonde respektive artondeplats i finalen. Sedan föll man tillbaka och misslyckades med att kvala sig till finalen. Portugal valde att dra sig ur tävlan 2013 av okänd anledning, men man återkom året efter där man var riktigt nära att kvala sig till finalen, Portugal slutade en poäng efter San Marino, som slutade på tiondeplats före Portugal.  Portugal drog sig ur från tävlan igen 2016 på grund av ekonomiska skäl. 
Återkomsten till tävlingen 2017 blev en succé. Portugal stod som segrare i både semifinal och finalen med Salvador Sobral och hans stillsamma låt "Amar pelos dois". Portugal slog dessutom poängrekord med att få hela 785 poäng i finalen, ett poängrekord som än idag inte är slaget. Värdskapet 2018 resulterade dock i en sistaplats. 2019 missade man att kvala sig in till finalen, men 2021 var man tillbaka i finalen igen och slutade på tolfteplats. 2021 kom att bli första gången någonsin Portugals bidrag framfördes helt på engelska.

### Nationell uttagningsform
Portugal har som standardsystem att använda sig av musiktävlingen Festival da Canção, vilket är motsvarigheten till svenska Melodifestivalen. Upplägget för tävlingen är två semifinaler och en final. Majoriteten av Portugals bidrag har utsetts via Festival da Canção, men det har förekommit att landet enbart utsett artisten och bidraget via internval av RTP. Interval användes åren; 1976, 1988, 2003 och 2005. 

## Resultattabell
| 1 | Vinnare                            |
| 2 | Andra plats                        |
| 3 | Tredje plats                       |
| ◁ | Sista plats                        |
| X | Ett bidrag valdes men tävlade inte |

| År               | Artist             | Bidrag                            | Språk                  | Final              | Poäng              | Semi               | Poäng              |
| ---------------- | ------------------ | --------------------------------- | ---------------------- | ------------------ | ------------------ | ------------------ | ------------------ |
| 1964             | António Calvário   | Oração                            | Portugisiska           | 13                 | 0                  | Inga semifinaler   | Inga semifinaler   |
| 1965             | Simone de Oliveira | Sol De Inverno                    | Portugisiska           | 13                 | 1                  | Inga semifinaler   | Inga semifinaler   |
| 1966             | Madalena Iglésias  | Ele E Ela                         | Portugisiska           | 13                 | 6                  | Inga semifinaler   | Inga semifinaler   |
| 1967             | Eduardo Nascimento | O Vento Mudou                     | Portugisiska           | 12                 | 3                  | Inga semifinaler   | Inga semifinaler   |
| 1968             | Carlos Mendes      | Verão                             | Portugisiska           | 11                 | 5                  | Inga semifinaler   | Inga semifinaler   |
| 1969             | Simone de Oliveira | Desfolhada Portuguesa             | Portugisiska           | 15                 | 4                  | Inga semifinaler   | Inga semifinaler   |
| Deltog inte 1970 |                    |                                   |                        |                    |                    |                    |                    |
| 1971             | Tonicha            | Menina Do Alto Da Serra           | Portugisiska           | 9                  | 83                 | Inga semifinaler   | Inga semifinaler   |
| 1972             | Carlos Mendes      | A Festa Da Vida                   | Portugisiska           | 7                  | 90                 | Inga semifinaler   | Inga semifinaler   |
| 1973             | Fernando Tordo     | Tourada                           | Portugisiska           | 10                 | 80                 | Inga semifinaler   | Inga semifinaler   |
| 1974             | Paulo de Carvalho  | E Depois Do Adeus                 | Portugisiska           | 14                 | 3                  | Inga semifinaler   | Inga semifinaler   |
| 1975             | Duarte Mendes      | Madrugada                         | Portugisiska           | 16                 | 16                 | Inga semifinaler   | Inga semifinaler   |
| 1976             | Carlos do Carmo    | Uma Flor De Verde Pinho           | Portugisiska           | 12                 | 24                 | Inga semifinaler   | Inga semifinaler   |
| 1977             | Os Amigos          | Portugal No Coração               | Portugisiska           | 14                 | 18                 | Inga semifinaler   | Inga semifinaler   |
| 1978             | Gemini             | Dai Li Dou                        | Portugisiska           | 17                 | 5                  | Inga semifinaler   | Inga semifinaler   |
| 1979             | Manuela Bravo      | Sobe, Sobe, Balão Sobe            | Portugisiska           | 9                  | 64                 | Inga semifinaler   | Inga semifinaler   |
| 1980             | José Cid           | Um Grande, Grande Amor            | Portugisiska           | 7                  | 71                 | Inga semifinaler   | Inga semifinaler   |
| 1981             | Carlos Paião       | Play-Back                         | Portugisiska           | 18                 | 9                  | Inga semifinaler   | Inga semifinaler   |
| 1982             | Doce               | Bem Bom                           | Portugisiska           | 13                 | 32                 | Inga semifinaler   | Inga semifinaler   |
| 1983             | Armando Gama       | Esta Balada Que Te Dou            | Portugisiska           | 13                 | 33                 | Inga semifinaler   | Inga semifinaler   |
| 1984             | Maria Guinot       | Silêncio E Tanta Gente            | Portugisiska           | 11                 | 38                 | Inga semifinaler   | Inga semifinaler   |
| 1985             | Adelaide Ferreira  | Penso Em Ti, Eu Sei               | Portugisiska           | 18                 | 9                  | Inga semifinaler   | Inga semifinaler   |
| 1986             | Dora               | Não Sejas Mau Para Mim            | Portugisiska           | 14                 | 28                 | Inga semifinaler   | Inga semifinaler   |
| 1987             | Nevada             | Neste Barco À Vela                | Portugisiska           | 18                 | 15                 | Inga semifinaler   | Inga semifinaler   |
| 1988             | Dora               | Voltarei                          | Portugisiska           | 18                 | 5                  | Inga semifinaler   | Inga semifinaler   |
| 1989             | Da Vinci           | Conquistador                      | Portugisiska           | 16                 | 39                 | Inga semifinaler   | Inga semifinaler   |
| 1990             | Nucha              | Há Sempre Alguém                  | Portugisiska           | 20                 | 9                  | Inga semifinaler   | Inga semifinaler   |
| 1991             | Dulce Pontes       | Lusitana Paixão                   | Portugisiska           | 8                  | 62                 | Inga semifinaler   | Inga semifinaler   |
| 1992             | Dina               | Amor D'Água Fresca                | Portugisiska           | 17                 | 26                 | Inga semifinaler   | Inga semifinaler   |
| 1993             | Anabela            | A Cidade (Até Ser Dia)            | Portugisiska           | 10                 | 60                 | Inga semifinaler   | Inga semifinaler   |
| 1994             | Sara Tavares       | Chamar A Música                   | Portugisiska           | 8                  | 73                 | Inga semifinaler   | Inga semifinaler   |
| 1995             | Tó Cruz            | Baunilha E Chocolate              | Portugisiska           | 21                 | 5                  | Inga semifinaler   | Inga semifinaler   |
| 1996             | Lúcia Moniz        | O Meu Coração Não Tem Cor         | Portugisiska           | 6                  | 92                 | 18                 | 32                 |
| 1997             | Célia Lawson       | Antes Do Adeus                    | Portugisiska           | 24                 | 0                  | Inga semifinaler   | Inga semifinaler   |
| 1998             | Alma Lusa          | Se Eu Te Pudesse Abraçar          | Portugisiska           | 12                 | 36                 | Inga semifinaler   | Inga semifinaler   |
| 1999             | Rui Bandeira       | Como Tudo Começou                 | Portugisiska           | 21                 | 12                 | Inga semifinaler   | Inga semifinaler   |
| Deltog inte 2000 |                    |                                   |                        |                    |                    |                    |                    |
| 2001             | MTM                | Só Sei Ser Feliz Assim            | Portugisiska           | 17                 | 18                 | Inga semifinaler   | Inga semifinaler   |
| Deltog inte 2002 |                    |                                   |                        |                    |                    |                    |                    |
| 2003             | Rita Guerra        | Deixa-me sonhar (só mais uma vez) | Portugisiska, engelska | 22                 | 13                 | Inga semifinaler   | Inga semifinaler   |
| 2004             | Sofia Vitória      | Foi Magia                         | Portugisiska           | Kvalificerade inte | Kvalificerade inte | 15                 | 38                 |
| 2005             | 2B                 | Amar                              | Portugisiska, engelska | Kvalificerade inte | Kvalificerade inte | 17                 | 51                 |
| 2006             | Nonstop            | Coisas De Nada                    | Portugisiska, engelska | Kvalificerade inte | Kvalificerade inte | 19                 | 26                 |
| 2007             | Sabrina            | Dança Comigo (vem ser feliz)      | Portugisiska           | Kvalificerade inte | Kvalificerade inte | 11                 | 88                 |
| 2008             | Vânia Fernandes    | Senhora Do Mar                    | Portugisiska           | 13                 | 69                 | 2                  | 120                |
| 2009             | Flor-de-Lis        | Todas as ruas do amor             | Portugisiska           | 15                 | 57                 | 8                  | 70                 |
| 2010             | Filipa Azevedo     | Há Dias Assim                     | Portugisiska           | 18                 | 43                 | 4                  | 89                 |
| 2011             | Homens da Luta     | A luta é alegria                  | Portugisiska           | Kvalificerade inte | Kvalificerade inte | 18                 | 22                 |
| 2012             | Filipa Sousa       | Vida minha                        | Portugisiska           | Kvalificerade inte | Kvalificerade inte | 13                 | 39                 |
| Deltog inte 2013 |                    |                                   |                        |                    |                    |                    |                    |
| 2014             | Suzy               | Quero Ser Tua                     | Portugisiska           | Kvalificerade inte | Kvalificerade inte | 11                 | 39                 |
| 2015             | Leonor Andrade     | Há um mar que nos separa          | Portugisiska           | Kvalificerade inte | Kvalificerade inte | 14                 | 19                 |
| Deltog inte 2016 |                    |                                   |                        |                    |                    |                    |                    |
| 2017             | Salvador Sobral    | Amar pelos dois                   | Portugisiska           | 1                  | 758                | 1                  | 370                |
| 2018             | Cláudia Pascoal1   | O Jardim                          | Portugisiska           | 26                 | 39                 | Värdland           | Värdland           |
| 2019             | Conan Osíris       | Telemóveis                        | Portugisiska           | Kvalificerade inte | Kvalificerade inte | 15                 | 51                 |
| 2020             | Elisa              | Medo de sentir                    | Portugisiska           | Tävlingen inställd | Tävlingen inställd | Tävlingen inställd | Tävlingen inställd |
| 2021             | The Black Mamba    | Love Is On My Side                | Engelska               | 12                 | 153                | 4                  | 239                |
| 2022             | MARO               | Saudade, saudade                  | Engelska, portugisiska | 9                  | 207                | 4                  | 208                |
| 2023             | Mimicat            | Ai Coração                        | Portugisiska           | 23                 | 59                 | 9                  | 74                 |
| 2024             | iolanda            | Grito                             | Portugisiska           | 10                 | 152                | 8                  | 58                 |
| 2025             | Napa               | Deslocado                         | Portugisiska           | 21                 | 50                 | 9                  | 56                 |

1feat. Isaura

## Röstningshistorik (1975–2018)
Endast finaler är medräknade. 

### Portugal hargivitmest poäng till
| Nr | Land           | Poäng |
| -- | -------------- | ----- |
| 1  | Spanien        | 209   |
| 2  | Italien        | 205   |
| 3  | Tyskland       | 185   |
| 4  | Storbritannien | 176   |
| 5  | Frankrike      | 142   |

### Portugal harfåttmest poäng ifrån
| Nr | Land          | Poäng |
| -- | ------------- | ----- |
| 1  | Frankrike     | 188   |
| 2  | Spanien       | 178   |
| 3  | Schweiz       | 122   |
| 4  | Nederländerna | 93    |
| 5  | Tyskland      | 78    |